# Miami PanAm International 1998
Die Miami PanAm International 1998 im Badminton fanden vom 1. bis zum 4. Oktober 1998 in Miami Lakes statt.

## Sieger und Platzierte
| Disziplin    | Gold                     | Silber                      | Bronze                     |
| ------------ | ------------------------ | --------------------------- | -------------------------- |
| Herreneinzel | Kevin Han                | Howard Bach                 | Alex Liang                 |
| Herreneinzel | Kevin Han                | Howard Bach                 | Christian Erichsen         |
| Dameneinzel  | Cindy Shi                | Ximena Bellido              |                            |
| Herrendoppel | Howard Bach Kevin Han    | Andy Chong Mathew Fogarty   | Adam Holleran David Welch  |
| Herrendoppel | Howard Bach Kevin Han    | Andy Chong Mathew Fogarty   | Alex Liang Keiron Ng       |
| Damendoppel  | Penelope Salac Cindy Shi |                             |                            |
| Mixed        | Howard Bach Cindy Shi    | Andy Chong Barbara McKinley | Alex Liang Julie Yu        |
| Mixed        | Howard Bach Cindy Shi    | Andy Chong Barbara McKinley | David Welch Adrienn Kocsis |